# 藤井ゆき
藤井 ゆき（ふじい ゆき、8月1日 - ）は、日本の女性声優。アスクマネージメント所属。北海道函館市出身。

## 略歴
以前はエーエス企画に所属していた。映像テクノアカデミア卒業。

## 趣味・特技
スノーボード、ビリヤード、フィギュアスケート、バスケット

## 出演作品

### テレビアニメ
- あたしンち（店員）
- 魔法少女隊アルス（捕獲所署員A）

### 吹き替え
- アイアンマン2
- ALCATRAZ/アルカトラズ
- アントラージュ★オレたちのハリウッド（ショーナ）
- ギルモア・ガールズ（モーリーン）
- クリミナル・マインド FBI行動分析課（ジュディ）
- クリミナル・マインド 特命捜査班レッドセル
- 恋するベーカリー
- しあわせの処方箋（イザベル・ウォルシュ）
- シュレック フォーエバー（アンバー）
- ビッグバン★セオリー ギークなボクらの恋愛法則（ラージのママ）
- マイ・ブルー・ベリー・ナイツ（ギャンブラー）
- ワイルド・ブロウ

### ゲーム
- THE特撮変身ヒーロー（主役）

### ナレーション
- 六本木umuクリスマスイベント 告知CMナレーション
- 三菱自動車
- 日立リビングサプライ

### ボイスオーバー
- テレビ朝日
  - ワイド!スクランブル
  - サンデースクランブル
  - スーパーモーニング
  - スーパーJチャンネル
- ヒストリーチャンネル
  - 現代の驚異